# Bathyraja richardsoni
Bathyraja richardsoni és una espècie de peix de la família dels raids i de l'ordre dels raïformes.

## Morfologia
- Els mascles poden assolir 175 cm de longitud total.
- És de color grisós.[2][3]

## Alimentació
Menja principalment peixos i, també, petites quantitats de gambes.

## Reproducció
És ovípar i les femelles ponen càpsules d'ous, les quals presenten com unes banyes a la closca.

## Hàbitat
És un peix marí i d'aigües profundes (48°N-42°S) que viu entre 1.370-2.500 m de fondària.

## Distribució geogràfica
Es troba al Canadà, França i Nova Zelanda.

## Observacions
És inofensiu per als humans.